# Альбер Дюран
Альбер Дюран (1 липня 1892 — невідомо) — бельгійський плавець і ватерполіст.
Бронзовий призер Олімпійських Ігор 1912 року, срібний 1920, 1924 років.